# Els fantasmes de les meves exnòvies
Els fantasmes de les meves exnòvies (títol original en anglès: Ghosts of Girlfriends Past) és una pel·lícula de comèdia romàntica de 2009, basada en la trama de Charles Dickens Cançó de Nadal, dirigida per Mark Waters i escrita per Jon Lucas i Scott Moore. La filmació es va fer des del 19 de febrer fins al juliol de 2008 a Massachusetts i és protagonitzada per Matthew McConaughey, Breckin Meyer, Jennifer Garner, Lacey Chabert i Michael Douglas La pel·lícula va ser estrenada l'1 de maig de 2009. La pel·lícula va ser doblada al català.
Els fantasmes de les meves ex-xicotes presenta una Cançó de Nadal però en dia de noces i el dia abans, enlloc del dia de Nadal familiar i la Nit de Nadal. Els tres fantasmes comparteixen aspectes similars amb les descripcions originals, i la pel·lícula comparteix els punts de trama tradicionals del llibre.

## Argument
Connor Mead és un fotògraf famós amant de la llibertat i de la independència. Durant el casament del seu germà petit, en Connor es veurà assetjat pel fantasma d'una antiga nòvia.

## Repartiment
- Matthew McConaughey com a Connor 'Dutch' Mead
  - Devin Brochu com el jove Connor
  - Logan Miller com l'adolescent Connor
- Jennifer Garner com a Jenny Perotti
  - Kasey Russell com la jove Jenny
  - Christa B. Allen com l'adolescent Jenny
- Michael Douglas com a Wayne S. Mead
- Breckin Meyer com a Paul Mead
- Lacey Chabert com a Sandra Volkom
- Robert Forster com al sergent major Mervis Volkom
- Daniel Sunjata com a Brad Frye
- Emma Stone com a Allison Vandermeersh, el fantasma del passat
- Noureen DeWulf com a Melanie, el fantasma del present
- Olga Maliouk com el fantasma del futur
- Anne Archer com a Vonda Volkom
- Amanda Walsh com a Denice
- Camille Guaty com a Donna
- Rachel Boston com a Deena
- Christina Milian com a Kalia
- Emily Foxler com a Nadja

## Banda sonora
1. "Ghosts of Girlfriends Past" - All Too Much featuring Matthew Sweet
2. "Hush" - Gavin Rossdale
3. "Got a Lot of Love for You Baby" - The Ralph Sall Experience
4. "Keep on Loving You" - REO Speedwagon
5. "You Can't Hurry Love" - The Ralph Sall Experience
6. "Ladies Night" - Kool & the Gang
7. "The Safety Dance" - Men Without Hats
8. "Yeah (Dream of Me)" - All Too Much
9. "Holding Back the Years" - Simply Red
10. "Sleep" - All Too Much